# Osteiner Hof
La Osteiner Hof (lit. ‘corte de Ostein’) es una mansión palaciega de la época barroca, una de varias situadas a lo largo de la plaza Schillerplatz, en la ciudad alemana de Maguncia. La mansión, situada en el extremo sur de la plaza, fue construida entre 1747 y 1752 por el arquitecto y soldado Johann Valentin Thomann para Franz Wolfgang Damian von Ostein, hermano de Johann Friedrich Karl von Ostein, príncipe-obispo de Maguncia.
El Osteiner Hof desempeña un papel importante en las tradiciones carnavalescas locales. Cada año, el 11 de noviembre a las 11:00, se proclama el inicio de la temporada de carnaval desde el balcón del palacete.

## Descripción e historia
Los rasgos característicos de este edificio son los tres avant-corps redondos en la entrada principal y en las dos esquinas. El edificio está profusamente decorado, con las ventanas enmarcadas por cartelas de estilo rococó, que simbolizan los elementos del aire, la tierra y el agua. Los dioses clásicos Diana y Marte aparecen en las cartelas que enmarcan las puertas de los balcones.
Los condes de la dinastía von Ostein no pudieron hacer uso de la mansión durante la mayor parte de su existencia. Después de que la orilla izquierda del Rin fuera ocupada por los ejércitos revolucionarios franceses, la mansión fue apropiada por el Estado, y en 1798 se convirtió en la sede de un departamento de Francia recién creado: Mont-Tonnerre.
El edificio siguió utilizándose como sede del gobierno después de la época napoleónica, e incluso recibió el apodo de Gouvernement (edificio de gobernación) durante los años 1854-1859, mientras que el futuro emperador Guillermo I ejercía de gobernador militar de Maguncia. Durante los primeros días de la guerra franco-prusiana (1870-1871), el Osteiner Hof sirvió de cuartel general de un mariscal de campo prusiano, el príncipe Federico Carlos de Prusia.
En 1914, el entonces gobernador militar, el general Hugo von Kathen, anunció el inicio de la Primera Guerra Mundial a la población de Maguncia desde el balcón del Osteiner Hof. La mansión fue destruida por un incendio durante la Segunda Guerra Mundial, pero fue luego restaurada en el período de la posguerra (más concretamente entre 1947 y 1948). Desde 1958 hasta 2014, la mansión fue utilizada por la Bundeswehr como cuartel militar y comedor de oficiales.